# InterPride
InterPride é uma associação internacional de organizadores de eventos similares à Marcha do Orgulho ou Porto Pride.